# Dariusz Michalczewski
Dariusz Tomasz Michalczewski (5 de mayo de 1968, Gdańsk, Polonia) es un boxeador y excampeón mundial de peso semipesado y crucero polaco.

## Biografía

### Profesional
Tras debutar profesionalmente en 1991, ganó los campeonatos mundiales de peso semipesado y crucero de la Organización Mundial de Boxeo en 1994. 
Tras abandonar su título mundial de peso crucero en 1995; defendió con éxito su título mundial de peso semipesado en 23 ocasiones, logrando derrotar entre otros a Virgil Hill, conquistando también en aquel combate los títulos mundiales AMB y FIB de peso semipesado, pero fue despojado de ellos poco después en dicho año, por conflictos surgidos entre el boxeador y dichos organismos.
Luego de dicho episodio, siguió defendiendo con éxito su título mundial hasta perderlo en 2003, tras caer derrotado por decisión dividida ante el boxeador mexicano Julio César González, justo cuando estaba a un paso de igualar el récord invicto de 49-0 ostentado por el excampeón mundial de peso pesado Rocky Marciano.

### Intento de regreso
En 2005, intentó volver a las primeras planas del boxeo mundial, pero cayó derrotado por Nocaut Técnico ante el boxeador francés y excampeón mundial de peso semipesado y crucero Fabrice Tiozzo.

## Récord profesional
| 48 Ganadas (38 KOs), 2 Derrotas |        |                            |      |               |                    |                                                     |                                                                                     |
| Res.                            | Record | Oponente                   | Tipo | Rd., Tiempo   | Datos              | Localidad                                           | Notas                                                                               |
| D                               | 48–2   | Fabrice Tiozzo             | TKO  | 6 (12), 2:05  | 26 Feb 2005        | Color Line Arena, Hamburg, Alemania                 | Por (WBO Semipesado)                                                                |
| D                               | 48–1   | Julio César González       | SD   | 12            | 18 Oct 2003        | Color Line Arena, Hamburg, Alemania                 | Pierde (WBO y Lineal Semipesado)                                                    |
| G                               | 48–0   | Derrick Harmon             | KO   | 9 (12)        | 29 Mar 2003        | Color Line Arena, Hamburg, Alemania                 | Retiene (WBO y Lineal Semipesado)                                                   |
| G                               | 47–0   | Richard Hall               | TKO  | 10 (12)       | 14 Sep 2002        | Volkswagen Halle, Braunschweig, Alemania            | Retiene (WBO y Lineal Semipesado)                                                   |
| G                               | 46–0   | Joey DeGrandis             | KO   | 2 (12)        | 20 Apr 2002        | Hala Olivia, Gdańsk, Polonia                        | Retiene (WBO y Lineal Semipesado)                                                   |
| G                               | 45–0   | Richard Hall               | TKO  | 11 (12), 1:50 | 15 Dec 2001        | Estrel Hotel, Berlín, Alemania                      | Retiene (WBO y Lineal Semipesado)                                                   |
| G                               | 44–0   | Alejandro Lakatos          | KO   | 9 (12), 1:35  | 5 de mayo de 2001  | Volkswagen Halle, Braunschweig, Alemania            | Retiene (WBO y Lineal Semipesado)                                                   |
| G                               | 43–0   | Ka-Dy King                 | TKO  | 7 (12), 0:28  | 16 Dec 2000        | Grugahalle, Essen, Alemania                         | Retiene (WBO y Lineal Semipesado)                                                   |
| G                               | 42–0   | Graciano Rocchigiani       | TKO  | 10 (12), 3:00 | 15 Apr 2000        | Preussag Arena, Hanover, Alemania                   | Retiene (WBO y Lineal Semipesado)                                                   |
| G                               | 41–0   | Montell Griffin            | TKO  | 4 (12), 2:59  | 28 Aug 1999        | Stadthalle, Bremen, Alemania                        | Retiene (WBO y Lineal Semipesado)                                                   |
| G                               | 40–0   | Muslim Biarslanov          | TKO  | 7 (12), 1:41  | 3 Apr 1999         | Stadthalle, Bremen, Alemania                        | Retiene (WBO y Lineal Semipesado)                                                   |
| G                               | 39–0   | Drake Thadzi               | TKO  | 9 (12), 1:45  | 12 Dec 1998        | Ballsporthalle, Frankfurt, Alemania                 | Retiene (WBO y Lineal Semipesado)                                                   |
| G                               | 38–0   | Mark Prince                | KO   | 8 (12)        | 19 Sep 1998        | Arena Oberhausen, Oberhausen, Alemania              | Retiene (WBO y Lineal Semipesado)                                                   |
| G                               | 37–0   | Andrea Magi                | TKO  | 4 (12)        | 20 Mar 1998        | Ballsporthalle, Frankfurt, Alemania                 | Retiene (WBO y Lineal Semipesado)                                                   |
| G                               | 36–0   | Darren Zenner              | RTD  | 6 (12), 3:00  | 13 Dec 1997        | Alsterdorfer Sporthalle, Hamburg, Alemania          | Retiene (WBO y Lineal Semipesado)                                                   |
| G                               | 35–0   | Nicky Piper                | TKO  | 7 (12), 3:00  | 4 Oct 1997         | Stadionsporthalle, Hanover, Alemania                | Retiene (WBO y Lineal Semipesado)                                                   |
| G                               | 34–0   | Virgil Hill                | UD   | 12            | 13 Jun 1997        | Arena Oberhausen, Oberhausen, Alemania              | Retiene (WBO Semipesado); Gana (WBA, IBF, y Lineal Semipesado)                      |
| G                               | 33–0   | Christophe Girard          | TKO  | 8 (12)        | 13 Dec 1996        | Stadionsporthalle, Hanover, Alemania                | Retiene (WBO Semipesado)                                                            |
| G                               | 32–0   | Graciano Rocchigiani       | DQ   | 7 (12), 3:00  | 10 Aug 1996        | Wilhelm-Koch-Stadion, Hamburg, Alemania             | Retiene (WBO Semipesado); Rocchigiani fue descalificado por golpear tras un agarre. |
| G                               | 31–0   | Christophe Girard          | UD   | 12            | 8 Jun 1996         | Sporthalle, Cologne, Alemania                       | Retiene (WBO Semipesado)                                                            |
| G                               | 30–0   | Asluddin Umarov            | TKO  | 5 (12), 2:30  | 6 Apr 1996         | Stadionsporthalle, Hanover, Alemania                | Retiene (WBO Semipesado)                                                            |
| G                               | 29–0   | Philippe Michel            | UD   | 12            | 7 Oct 1995         | Festhalle, Frankfurt, Alemania                      | Retiene (WBO Semipesado)                                                            |
| G                               | 28–0   | Everardo Armenta Jr.       | KO   | 5 (12), 2:59  | 19 Aug 1995        | Eisstadion an der Brehmstraße, Düsseldorf, Alemania | Retiene (WBO Semipesado)                                                            |
| G                               | 27–0   | Paul Carlo                 | KO   | 4 (12), 2:46  | 20 de mayo de 1995 | Alsterdorfer Sporthalle, Hamburg, Alemania          | Retiene (WBO Semipesado)                                                            |
| G                               | 26–0   | Roberto Domínguez          | KO   | 2 (12), 1:05  | 11 Mar 1995        | Sporthalle, Cologne, Alemania                       | Retiene (WBO Semipesado)                                                            |
| G                               | 25–0   | Nestor Hipólito Giovannini | KO   | 10 (12), 1:25 | 17 Dec 1994        | Alsterdorfer Sporthalle, Hamburg, Alemania          | Gana (WBO Crucero)                                                                  |
| G                               | 24–0   | Leeonzer Barber            | UD   | 12            | 10 Sep 1994        | Alsterdorfer Sporthalle, Hamburg, Alemania          | Gana (WBO Semipesado)                                                               |
| G                               | 23–0   | Melvin Wynn                | KO   | 2, 3:05       | 28 de mayo de 1994 | Tivoli Eissporthalle, Aachen, Alemania              |                                                                                     |
| G                               | 22–0   | David Davis                | KO   | 7 (10)        | 23 Apr 1994        | Sporthalle Bildungszentrum, Halle, Alemania         |                                                                                     |
| G                               | 21–0   | David Vedder               | DQ   | 1             | 19 Feb 1994        | Sporthalle Wandsbek, Hamburg, Alemania              |                                                                                     |
| G                               | 20–0   | Sergio Daniel Merani       | TD   | 9 (12)        | 20 Nov 1993        | Alsterdorfer Sporthalle, Hamburg, Alemania          | Retiene (IBF Intercontinental Semipesado)                                           |
| G                               | 19–0   | Mwehu Beya                 | PTS  | 12            | 11 Sep 1993        | Tivoli Eissporthalle, Aachen, Alemania              | Retiene (IBF Intercontinental Semipesado)                                           |
| G                               | 18–0   | Juan Alberto Barrero       | KO   | 5 (10)        | 26 Jun 1993        | Alsterdorfer Sporthalle, Hamburg, Alemania          |                                                                                     |
| G                               | 17–0   | Noel Magee                 | TKO  | 8 (12)        | 22 de mayo de 1993 | Tivoli Eissporthalle, Aachen, Alemania              | Gana (IBF Intercontinental Semipesado) vacante                                      |
| G                               | 16–0   | Pat Alley                  | KO   | 4             | 3 Apr 1993         | Sporthalle Wandsbek, Hamburg, Alemania              |                                                                                     |
| G                               | 15–0   | Ali Saidi                  | KO   | 10 (10)       | 13 Feb 1993        | Alsterdorfer Sporthalle, Hamburg, Alemania          | Gana (German International Semipesado)                                              |
| G                               | 14–0   | Willie McDonald            | KO   | 2 (8)         | 12 Jan 1993        | Saaltheater Geulen, Aachen, Alemania                |                                                                                     |
| G                               | 13–0   | Mike Peak                  | PTS  | 8             | 8 Dec 1992         | Legiencenter, Hamburg, Alemania                     |                                                                                     |
| G                               | 12–0   | Keith Williams             | TKO  | 2             | 17 Nov 1992        | Holstentorhalle, Lübeck, Alemania                   |                                                                                     |
| G                               | 11–0   | Cecil Simms                | KO   | 2             | 7 Nov 1992         | Sporthalle, Cologne, Alemania                       |                                                                                     |
| G                               | 10–0   | Steve McCarthy             | DQ   | 3 (10), 2:59  | 29 Sep 1992        | Legiencenter, Hamburg, Alemania                     | McCarthy fue descalificado por un cabezazo intencional                              |
| G                               | 9–0    | Sylvester White            | TKO  | 5             | 28 Aug 1992        | Tivoli Eissporthalle, Aachen, Alemania              |                                                                                     |
| G                               | 8–0    | Richard Bustin             | KO   | 4 (8)         | 27 Jun 1992        | Hotel, Quinta do Lago, Portugal                     |                                                                                     |
| G                               | 7–0    | Terrence Wright            | TKO  | 2             | 22 de mayo de 1992 | Dinslaken, Alemania                                 |                                                                                     |
| G                               | 6–0    | Robert Johnson             | TKO  | 2 (8), 2:41   | 4 Apr 1992         | Düsseldorf, Alemania                                |                                                                                     |
| G                               | 5–0    | Sean Mannion               | TKO  | 3             | 21 Feb 1992        | Legiencenter, Hamburg, Alemania                     |                                                                                     |
| G                               | 4–0    | Yves Monsieur              | TKO  | 4 (8)         | 28 Jan 1992        | Legiencenter, Hamburg, Alemania                     |                                                                                     |
| G                               | 3–0    | Zoltan Habda               | TKO  | 2 (6)         | 10 Jan 1992        | Saaltheater Geulen, Aachen, Alemania                |                                                                                     |
| G                               | 2–0    | Peter Cenki                | TKO  | 2             | 15 Oct 1991        | Legiencenter, Hamburg, Alemania                     |                                                                                     |
| G                               | 1–0    | Frederic Porter            | TKO  | 2             | 16 Sep 1991        | Legiencenter, Hamburg, Alemania                     |                                                                                     |